# Chromotropsäure-Reaktion

Chromotropsäure-Reaktion

Durch die Chromotropsäure-Reaktion lässt sich freier oder abspaltbarer Formaldehyd nachweisen. 
Formaldehyd kondensiert in Gegenwart von Schwefelsäure mit zwei Molekülen Chromotropsäure in  ortho-Stellung zur phenolischen OH Gruppe. Im zweiten Schritt wirkt H2SO4 als Oxidationsmittel und es bildet sich ein rotes, mesomeriestabilisiertes Carbenium-Kation. 
Da einige pharmakologisch relevante Moleküle, wie zum Beispiel Metamizol, Hydrochlorothiazid, Cimetidin und Etacrynsäure, Formaldehyd abspalten können, lassen sich auch diese durch die Chromotropsäure-Reaktion identifizieren.
Die Marquis-Reaktion ähnelt der Chromotropsäure-Reaktion, nur dass hierbei keine phenolischen Hydroxygruppen kondensiert werden.

## Anwendung
In der Lebensmittelanalytik findet die Reaktion Anwendung in der Bestimmung des Methanolgehalts von alkoholischen Getränken. Hierbei wird ein Destillat zur Entfernung von Terpenen und Aldehyden nochmals über Silbernitrat und Kaliumhydroxid destilliert. Das enthaltene Methanol wird mit Kaliumpermanganat zu Formaldehyd oxidiert. Überschüssiges Kaliumpermanganat wird mittels Oxalsäure entfernt und das Formaldehyd mit Chromotropsäure zu einem rotvioletten Reaktionsprodukt umgesetzt, welches photometrisch vermessen werden kann.